# Winston Bogarde
Winston Bogarde (Rotterdam, 22 d'octubre de 1970) és un exfutbolista neerlandès, que jugava com a defensa.

## Trajectòria
Bogarde va començar la seua carrera al SVV la temporada 88/89, passant dues campanyes en el club, i jugant, en total, onze partits amb un gol. El seu següent pas va ser l'Excelsior Rotterdam l'any 1990, i després, a l'Sparta Rotterdam.
Sent ja titular al club de Rotterda, la temporada 94/95 va fitxar per l'Ajax d'Amsterdam, on va assolir títols de caràcter internacional, especialment la Lliga de Campions d'eixe any, amb jugadors de la talla d'Edwin van der Sar, Marc Overmars, Ronald and Frank de Boer, Edgar Davids, Clarence Seedorf, Nwankwo Kanu, Finidi George, Jari Litmanen o Patrick Kluivert. Bogarde no va destacar al club capitalí entre tantes figures, però sí que va donar el pas a la selecció neerlandesa al desembre de 1995, en partit contra la República d'Irlanda.
Va canviar d'aires i la temporada 97/98 arriba al Calcio, on amb prou feines va gaudir d'oportunitats i tan sols va jugar tres partits en el Milà. Tot i això, seguia sent habitual de la selecció oranje i del seu seleccionador Guus Hiddink. El defensa va estar present al Mundial de França de 1998, encara que només va sortir de suplent a l'encontre contra Mèxic.
Després del Mundial, Bogarde va fitxar pel FC Barcelona, sota les ordres del també holandés Louis Van Gaal, i tot i començar amb un bon nivell (19 partits el primer any), va caure en les suplències i en les fores de convocatòria. La situació va arribar al punt que a la Champions de la temporada 99/00 va ser substituït al minut 20 contra l'AIK Solna pel seu baix nivell.
Deixa el club català la temporada 00/01 per passar a la Premier, a les files del Chelsea FC, i en tan sols unes setmanes, el nou entrenador Claudio Ranieri, volia prescindir d'ell. Com no va trobar un equip que igualara un contracte com el que tenia el club londinenc, va romandre al Chelsea, jugant només una desena de partits en els quatre anys que hi va militar, encara que guanyava 40.000 lliures setmanals. Normalment, formava part de l'equip reserva o del juvenil, una mesura de pressió dels anglesos per forçar la seua eixida. El 2005, acabat el contracte, va anunciar la seua retirada.
A Premià de Mar (Barcelona) existeix una associació barcelonista denominada «Penya Winston Bogarde». El seu blog, el seu local i la seva gent s'han convertit en punts de referència de l'ala proletària del Barcelonisme no-oficialista. També tenen una subdivisió dedicada al West Ham (The Golden Corner) que comparteix local i xarxa.